# Štóske sedlo
Štóske sedlo (798 m n. m.) je sedlo v hřebeni Volovských vrchů, odděluje geomorfologické podcelky Kojšovská hoľa na severu a Pipitka na jihu.
Sedlem prochází silniční spojnice Medzev – Smolník a zároveň odděluje historické regiony Spiš a Abov.
V sedle stojí poutnická kaple Narození Panny Marie z roku 1757, okolo něj prochází červeně značený turistický chodník z Osadníka do osady Štós-kúpele, jako součást Cesty hrdinů SNP.